# Camilla Läckberg
Jean Edith Camilla Läckberg Eriksson (født 30. august 1974 i Fjällbacka) er en svensk forfatter. Hendes bøger foregår i eller omkring Fjällbacka på den svenske Kattegatkyst, hvor hun også er født.
Hun er uddannet civiløkonom, og bor med sin mand og deres to børn i Enskede.

### Romaner
Läckberg har skrevet ti bøger i serien om Erica Falck og hendes mand, politibetjenten Patrik Hedström. I bøgerne følger man familien og hvordan den påvirkes af mordene, samt efterforskningsarbejdet omkring disse.
- Isprinsessan (dansk: Isprinsessen) (2002)
- Predikanten (dansk: Prædikanten) (2004)
- Stenhuggaren (dansk: Stenhuggeren) (2005)
- Olycksfågeln (dansk: Ulykkesfuglen) (2006)
- Tyskungen (dansk: Tyskerungen) (2007)
- Sjöjungfrun (dansk: Havfruen) (2008)
- Fyrvaktaren (dansk: Fyrmesteren) (2009)
- Änglamakerskan (dansk: Englemagersken) (2012)
- Løvetemmeren (dansk: Løvetæmmeren) (2015)
- Häxan (dansk: Heksen) (2017)
- Gökungen (dansk: Gøgeungen) (2023)

### Øvrige bøger
- Snöstorm och mandeldoft (dansk: Mord og mandelduft) (2006)
- Smaker från Fjällbacka (dansk: Smagen af Fjällbacka) (2008)
- Super-Charlie (2011)
- Fest, mat & kärlek (2011)